# Thalaina nessostoma
Thalaina nessostoma là một loài bướm đêm trong họ Geometridae.